# Herennius Modestinus
Herennius Modestinus (deutsch auch Modestin; * um 185) war ein römischer spätklassischer Jurist an der Schwelle zur Epiklassik.

## Leben und Wirken
Modestin stammte aus dem nördlichen Kleinasien. Er war ein Schüler Ulpians. Juristische Bedeutung erlangte er durch die Zitiergesetze der Kaiser Valentinian III. und Theodosius II., die ihn neben weiteren vier klassischen Juristen, nämlich Gaius (um 150), Papinian (etwa 150–212), Ulpian (etwa 170–223) und Iulius Paulus (Ende 2. Jahrhundert/Anfang 3. Jahrhundert) zu bindenden Autoritäten erhoben. Auf die Rechtsmeinungen der genannten Gelehrten kam es bei gerichtlich ausgetragenen Rechtsstreitigkeiten grundsätzlich immer an.
Modestin wird mit einem Reskript Gordians aus dem Jahr 240 in Verbindung gebracht, das eines seiner Gutachten (responsa) erwähnt, das er einer Partei erstellt hatte, an die das Reskript gerichtet war. Dieses Gutachten ist Bestandteil seines Werkes Responsorum libri XIX und zählt zur Gattung der kasuistischen Literatur. Wie andere spätklassische Juristen, war Modestin Verfasser ausführlicher Unterrichtswerke. Dazu zählen die Werke Pandectarum libri XII, Regularum X und Differentiarum IX. Nachdem zunehmend Monografien in Mode gekommen waren, verfasste er deren sieben: De testamentis, De inofficioso testamento, De legatis et fideicommissis, De manumissionibus, De ritu nuptiarum, De differentia dotis sowie De praescriptionibus.
345 Passagen in den Digesten sind aus Schriften Modestins übernommen.

## Werke
Œuvre:
- De differentia dotis liber singularis
- Differentiarum libri IX
- De enucleatis casibus liber singularis
- De excusationibus libri VI
- De heurematicis liber singularis
- De inofficioso testamento liber singularis
- De legatis et fideicommissis liber singularis
- De manumissionibus liber singularis
- Ad Quintum Mucium? (wahrscheinlich Pomponius)
- Pandectarum libri XII
- De poenis libri IV
- De praescriptionibus liber singularis
- Regularum libri X
- De ritu nutiarum liber singularis
- De testamentis liber singularis